# Hollóháza
Hollóháza ist eine ungarische Gemeinde im Kreis Sátoraljaújhely im Komitat Borsod-Abaúj-Zemplén. Ungefähr zehn Prozent der Bewohner zählen zur Volksgruppe der Slowaken. Im Ort befindet sich eine bekannte Porzellanmanufaktur.

## Geografische Lage
Hollóháza liegt in Nordungarn, ungefähr zwei Kilometer südlich der Grenze zur Slowakei, 67 Kilometer nordöstlich des Komitatssitzes Miskolc und 24 Kilometer nordwestlich der Kreisstadt Sátoraljaújhely. Nachbargemeinden im Umkreis von 5 Kilometern sind Füzérkomlós, Füzér und Kéked. Jenseits der Grenze befindet sich die slowakische Gemeinde Skároš.
In Hollóháza beginnt bzw. endet der Fernwanderweg Országos Kéktúra.

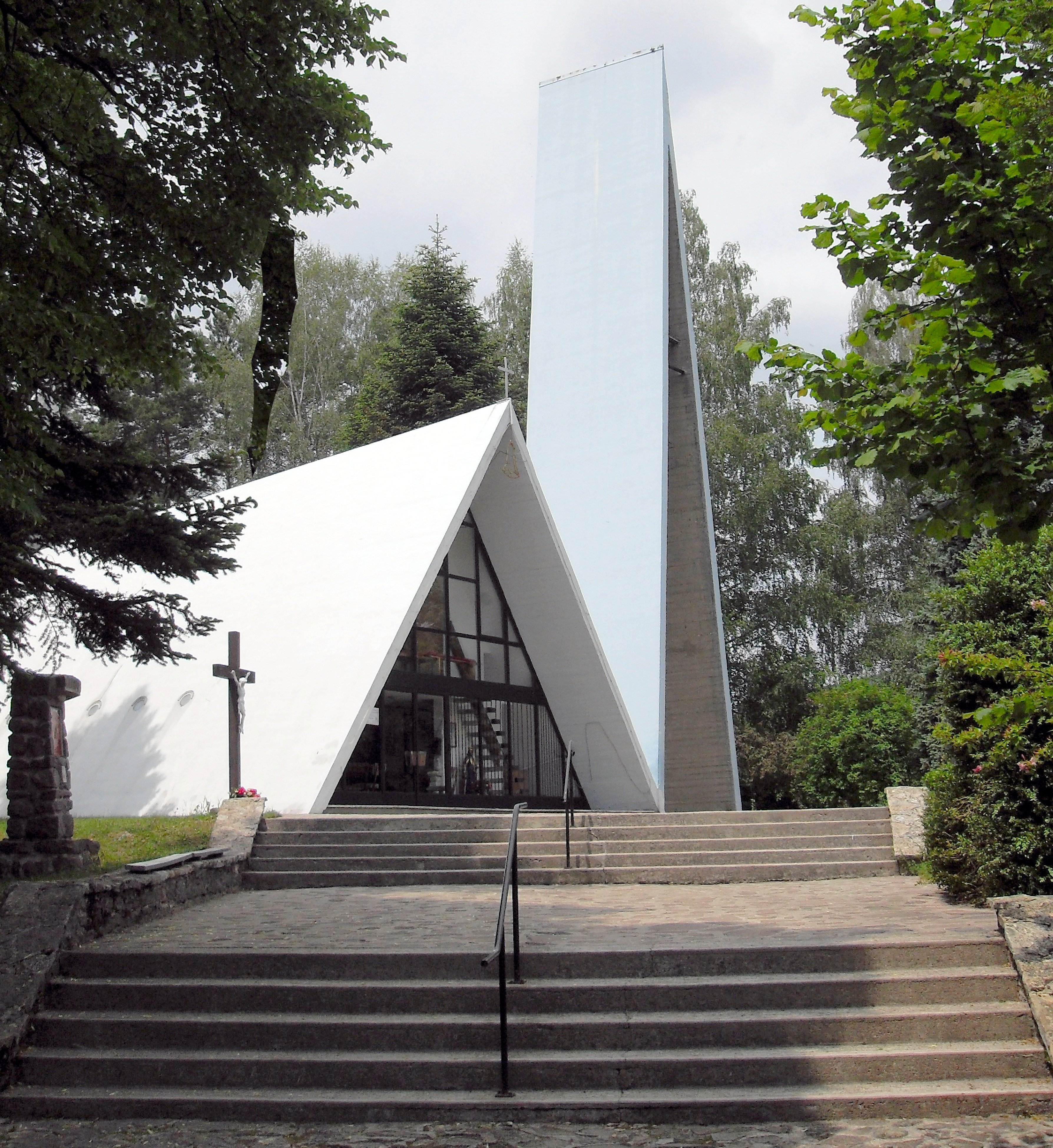
Kirche St. Ladislaus
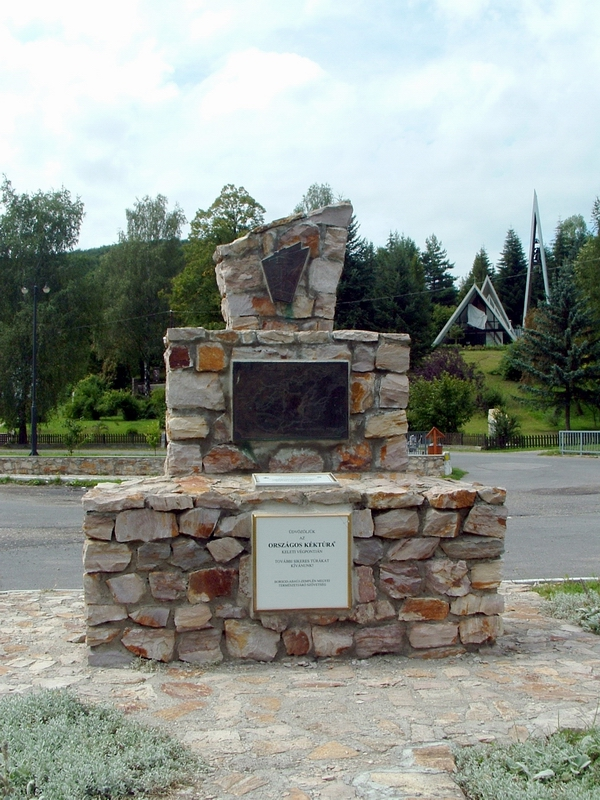
Anfangs- bzw. Endpunkt des Fernwanderwegs Országos Kéktúra
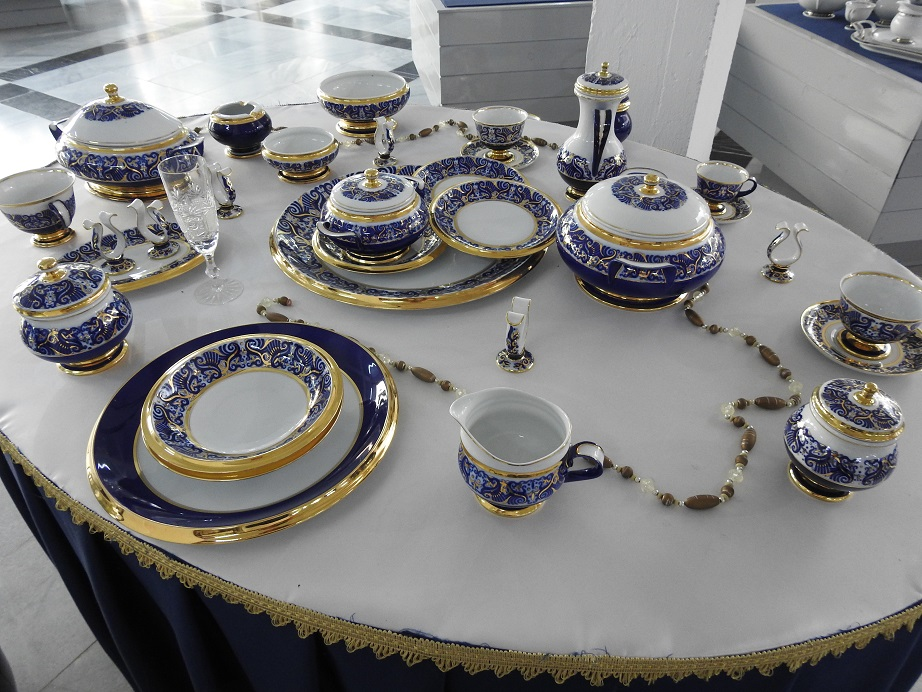
Ausstellungsstücke der Porzellanmanufaktur

## Sehenswürdigkeiten
- Károly-Szakmáry-Büste, erschaffen 1988 von Miklós Veress
- Keramikrelief Keresztút (Kreuzweg), erschaffen 1967 von Margit Kovács (in der kath. Kirche)
- László-Steiner-Büste, erschaffen 1989 von Miklós Veress
- László-Steiner-Grabmal, erschaffen 1976 von Miklós Veress
- Plastik Térplasztika, erschaffen 1981 von Béla Bükki
- Porzellanmuseum (Porcelán Múzeum)
- Reformierte Kirche
- Römisch-katholische Kirche Szent László
- Skulptur Lány korsóval (Mädchen mit Krug), erschaffen 1999 von Tibor Sárossy
- Sonnenuhr Napóra aus Porzellanelementen, erschaffen 1979 von Lilla Duray (im Bereich der Porzellanfabrik)
- Springbrunnen aus Porzellan (Hollóházi porcelángyártás 240. évfordulójára avatott szökőkút), erschaffen 2017 anlässlich des 240-jährigen Jubiläums der Porzellanherstellung in Hollóháza (im Bereich der Porzellanfabrik)
- Statue Jézus az apostolokkal (Jesus mit den Aposteln), erschaffen 1986 von Béla Löffler (im Garten der Kirche)
- Wandbild A tudás fája (Baum der Erkenntnis), erschaffen 1985 von Endre Szász
- Wandbild Csillagképek (Sternzeichen), erschaffen 1989 von László Csótó (am Grundschulgebäude)
- Wandbild Fáklyavivő (Fackelträger), erschaffen 1987 von Endre Szász
- Wandbild Szent László, erschaffen 1983 von Endre Szász (in der kath. Kirche)

## Verkehr
Durch Hollóháza verläuft die Landstraße Nr. 3719, von der die Nebenstraße Nr. 37124 zur slowakischen Grenze abzweigt. Dort befindet sich ein Grenzübergang, der mit Pkw genutzt werden kann. Es bestehen Busverbindungen nach Sátoraljaújhely, wo sich der nächstgelegene Bahnhof befindet.